# Csaba Balogh
Csaba Balogh (Budapest, 10 de març de 1987), és un jugador d'escacs hongarès, que té el títol de Gran Mestre des de 2004. D'entre els joves escaquistes hongaresos, ha estat descrit com a "prometedor" i "excel·lent".
A la llista d'Elo de la FIDE de l'agost de 2020, hi tenia un Elo de 2580 punts, cosa que en feia el jugador número 11 (en actiu) d'Hongria. El seu màxim Elo va ser de 2672 punts, a la llista de maig de 2012 (posició 81 al rànquing mundial).
|  |

## Resultats destacats en competició
El 2003 es va proclamar Campió d'Europa Sub-16.
A finals de 2005, va participar en la Copa del món de 2005 a Khanti-Mansisk, un torneig classificatori per al cicle del Campionat del món de 2007, on tingué una actuació raonable, i fou eliminat en segona ronda per Oleksandr Aresxenko.
El 2006 fou segon al Campionat d'Hongria, rere Zoltán Almási.
El 2011 empatà als llocs 2n–5è amb Murtas Kajgalíev, Parimarjan Negi i Jon Ludvig Hammer al 13è Campionat Obert de Dubai.
L'octubre de 2012 empatà als llocs 5è-6è amb Georg Meier a la SPICE Cup a Saint Louis, amb 4/10 punts (el campió fou Maxime Vachier-Lagrave)
El desembre del 2014 va guanyar el Magistral Ciutat de Barcelona amb els mateixos punts que Li Chao però amb millor desempat.

### Participació en competicions per equips
El 2003 Balogh fou membre de l'equip nacional hongarès que va guanyar tant el Campionat del món per equips Sub-16 com el Campionat d'Europa per equips Sub-18.
El 2011 formà part de l'equip hongarès que assolí la medalla de bronze al Campionat d'Europa per equips, a Porto Carras.

## Partides notables
La següent partida fou qualificada pel mateix Balogh com una de les seves "més memorables". Es va jugar al 5è Memorial Gyorgy Marx (2007), contra Víktor Kortxnoi. Amb blanques, Balogh va jugar la Ruy López (C80).
1. e4 e5 2. Cf3 Cc6 3. Ab5 a6 4. Aa4 Cf6 5. O-O Cxe4 6. d4 b5 7. Ab3 d5 8. dxe5 Ae6 9. Ae3 Ac5 10. De2 O-O 11. Td1 Te8 12. c4 d4 13. Cc3 Cd6 14. Axd4 Cxd4 15. Cxd4 Axc4 16. Axc4 Cxc4 17. Cdxb5 Dh4 18. g3 Dh3 19. Dxc4 Axf2+ 20. Rxf2 Dxh2+ 21. Rf3 axb5 22. De2 Dh5+ 23. Rg2 Dxe2+ 24. Cxe2 Txe5 25. Cd4 c5 26. Cxb5 Te2+ 27. Rh3 Txb2 28. Cc7 Tc8 29. Cd5 Te8 30. a4 f5 31. Te1 Txe1 32. Txe1 Ta2 33. Te8+ Rf7 34. Te7+ Rg6 35. Ta7 Rh6 36. a5 c4 37. Ce3 c3 38. Cxf5+ Rg6 39. Ce7+ Rh6 40. Cf5+ Rg6 41. Ce7+ Rh6 42. a6 c2 43. Tc7 Txa6 44. Txc2 Ta7 45. Cd5 Td7 46. Tc6+ Rg5 47. Cf4 Rf5 48. Tc5+ Re4 49. Rg4 h6 50. Tc6 Re3 51. Tg6 Rf2 52. Ch5 1-0
La següent partida mostra en Balogh jugant amb negres contra la defensa eslava. Fou jugada contra Tomi Nyback al torneig Memorial Najdorf de 2008, organitzat per la Federació d'Escacs de Varsòvia.
1. d4 d5 2. c4 c6 3. Cf3 Cf6 4. e3 Af5 5. Cc3 e6 6. Ch4 Ae4 7. f3 Ag6 8. Db3 Dc7 9. Ad2 Ae7 10. Cxg6 hxg6 11. O-O-O a6 12. Rb1 dxc4 13. Axc4 b5 14. Ae2 c5 15. Tc1 c4 16. Cxb5 axb5 17. Dxb5+ Cbd7 18. Axc4 Da7 19. Ab3 O-O 20. h4 Tfb8 21. Dd3 Tb6 22. g4 Ta6 23. g5 Ch5 24. Rc2 Cb6 25. e4 Ad6 26. Thg1 Cd7 27. Tcf1 e5 28. f4 exd4 29. e5 Tc8+ 30. Rd1 Cc5 31. Dc4 Af8 32. f5 Cxb3 33. Dxb3 Tb6 34. Dd5 Txb2 35. fxg6 Tb1+ 36. Re2 Da6+ 37. Rf2 Txf1+ 38. Txf1 Dxg6 0-1